# Francisco Serrão
Pour les articles homonymes, voir Serrão.
Francisco Serrão, Francisco Serrano en espagnol, (mort en 1521) est un explorateur portugais de l'époque des Grandes découvertes proche de Fernand de Magellan. 

## Biographie
Le 11 septembre 1509, il arrive à Sumatra et Malacca avec la flotte que commande Diogo Lopes de Sequeira et parmi laquelle figure l'illustre Magellan. Ce dernier viendra à sa rescousse et lui sauvera la vie lorsque le Sultan tendra un piège à la flotte de Sequeira. 
Après la prise de Malacca à l'été 1511 avec la flotte de Alfonso de Albuquerque, le capitaine Francisco Serrão poursuit son voyage accompagné de l'amiral Antonio de Abreu et de trois navires, à l'est, à travers l'Indonésie. Cette aventure permet aux Portugais de prendre pied sur les îles aux épices des Moluques. Il se lie avec le Sultan Bayan Sirrullah, le seigneur de Ternate, en devenant son conseiller privé. 
Il reste vivre dans ces îles de la Sonde où il reçoit une maison avec des esclaves et une femme de couleur qui lui donnera des enfants, avant de mourir dans des circonstances non élucidées à peu près au moment où Magellan meurt à Mactan en 1521.  
Selon  le journal de Pigafetta, il meurt empoisonné  par le roi de Tadore avec des feuilles de bétel alors qu'il était venu lui acheter des girofles. 
Durant dix années, il est un agent incontournable des commerçants portugais aux Moluques, et correspond avec son cousin Magellan.